# Tretospora thitei
Tretospora thitei är en svampart som beskrevs av Hosag., T.K. Abraham, N. Ahmad & A.K. Sarbhoy 1999. Tretospora thitei ingår i släktet Tretospora och familjen Parodiopsidaceae.   Inga underarter finns listade i Catalogue of Life.